# Ганда, Умару
Умару Ганда (1935—1981) — нигерский кинорежиссёр и актёр. В 1960—70-х гг. привлёк международное внимание к африканскому кинематографу.

## Биография
Родился в Ниамее, столице Нигера, в 1935 году. Принадлежал к этнической группе джерма. Окончив школу в Ниамее, в 16 лет вступил во Французский экспедиционный корпус на Дальнем Востоке, где прослужил с 1951 по 1955. После двух лет в Азии во время первой Индокитайской войны вернулся в Нигер, но из-за безработицы эмигрировал в Кот-д’Ивуар, где работал докером в порту Абиджана. Здесь Ганда встретил французского антрополога и кинематографиста Жана Руша, который, будучи заинтересован нигерским сообществом в Кот-д’Ивуар, нанял Ганду в качестве статистика для исследований иммиграции.
Руш ввёл Ганду в мир кино. Ганда сыграл небольшую роль в фильме Руша Zazouman de Treichville (1957) и главную роль в его фильме Moi un noir («Я, негр», 1958). Несколькими годами позже Ганда вернулся в Ниамей, где принял участие в работе Франко-нигерского культурного центра. В киноклубе центра Ганда познакомился со специалистами, обучавшими режиссуре, операторской и звукооператорской работе. Клуб выпустил несколько фильмов, а в 1968 году организовал конкурс сценариев, для которого Ганда написал сценарий своего первого фильма, Cabascabo, основанный на собственных впечатлениях в Индокитае. В 1970-х продолжил работу над фильмами, многие из которых получили международное признание и затронули важные для тогдашнего однопартийного государства социальные темы. Самый известный его фильм, Le Wazzou Polygame (1970), получил главный приз кинофестиваля FESPACO в 1972 году. Кроме игровых фильмов, снял несколько документальных, работу над последним из которых прервала смерть от сердечного приступа 1 января 1981.
В 1981, вскоре после смерти режиссёра, в его честь был назван крупный культурный комплекс в Ниамее — Le Centre Culturel Oumarou GANDA (C.C.O.G). Кроме того, FESPACO вручает премию имени Умару Ганды за лучший игровой фильм.

## Фильмы
- Cabascabo (1968, 45 минут, чёрно-белый, снят полностью на языке зарма). Автобиографический фильм, рассказывающий о службе Ганды во Французском экспедиционном корпусе в Индокитае. Премьерный показ прошёл в Париже в 1968 году, фильм также был показан на 21-м Каннском кинофестивале.[3] Получил почётный диплом на VI Московском кинофестивале,[4] международный приз критиков Малагского кинофестиваля и положительный отзыв на Карфагенском кинофестивале[англ.].

- Le Wazzou Polygame (1970, 50 минут, 16 мм, цветной, на языке зарма). Фильм затрагивает вопросы полигамии и принудительного брака. Критике подвергаются общественный строй Нигера и представители власти в Африке. Среди прочих наград, фильм получил первый гран-при FESPACO в 1972.[5]

- Saïtane (1972, 64 минуты, 16 мм, цветной, на языке зарма). Ещё один фильм на социальную тематику, в котором мурабит выступает в качестве сводника между замужней женщиной и её богатым любовником.

- L’Exilé (1980, 90 минут, 16 мм, цветной). По мотивам народного предания.